# Ези
Е́зи (итал. Jesi) — коммуна в Италии, расположена в области Марке, подчиняется административному центру Анкона.
Родина императора Фридриха II, писателя Рафаэля Сабатини, композиторов Джованни Перголези и Гаспаре Спонтини. В древности римская колония Aesis, или Aesium.
Население коммуны, по состоянию на 1 января 2024 года, составляет 39 399 человек, плотность населения ─ 362,77 чел./км². Коммуна занимает площадь 108,61 км².
Покровителем города почитается святой Септимий, день памяти ежегодно отмечается 22 сентября.

## История
Ези, маленький городок на берегу Адриатического моря, был основан древним народом умбры, а позже завоёван этрусками, распространившими своё влияние до самой Адриатики. В IV веке до н. э. с севера пришли варварские племена галлов. Южной границей их владений была река Эзино, а Ези стал последней оборонительной крепостью. После битвы при Сентине в 295 году до н. э. Рим нанёс окончательное поражение италийскому народу и Ези превратился в одну из колоний римской империи.
После распада Римской империи на Западную и Восточную Ези остался в числе 12-ти византийских провинций на средиземноморье. В 756 году Ези вместе с другими городами был подарен Церкви — это положило начало власти папы. После коронования в 800-х годах императора Карла Великого Ези, несмотря на фактическую принадлежность папе, попал под юрисдикцию императора и вошел в состав новой области Марке.
Около 1130 года Ези стал свободным городом-коммуной с собственным правительством и школой искусств и ремёсел. Следующий период истории связан с разработкой Устава города и постройкой дворца Подесты, Коммуны и Собора Святого Сеттимио. В течение XII века и в последующее время город укрепляли стеной.
В 1194 году в сердце города родился будущий император Фридрих II, который подарил Ези титул Королевского города. Политические удачи Ези были связаны с эпохой Фридриха II и его сыновей Энцо и Манфреда, и с получением «имперских привилегий», которые являлись следствием неизбежного отлучения от церкви. Кризис городской власти и последующий приход могущественных семей, таких как Малатеста, Браччо да Монтоне и Франческо Сфорца, открыли век Синьории. В 1447 году Франческо Сфорца уступил Ези Церкви, продав его Папе. Конец периода синьории и переустройство сложившегося порядка коммуны привели к экономическому и демографическому подъёму, к оживлению городского строительства.
Параллельно с экономическим и строительным возрождением началось и культурное возрождение города. Венецианский художник Лоренцо Лотто создал для нескольких церквей города настоящие шедевры искусства и духовности. Федерико де Конти из Вероны напечатал в Ези в 1472 году одно из самых первых изданий Божественной Комедии и Чикколино ди Луканьоло. Тонкий гравёр и скульптор Бенвенуто Челлини развивал и совершенствовал ювелирное искусство. К концу XVI века местная олигархия — класс земельных собственников — взяла в свои руки всю политическую и административную власть, и такая ситуация сохранялась до второй половины XVIII века.
В 1797 году наполеоновские войска положили конец дворянской монополии. XVIII век отмечен двумя особенно значительными историческими явлениями: изменением городской архитектуры и появлением Джованни Баттиста Перголези и Гаспаре Спонтини — двух великих знаменитостей в сфере музыки, которые завоевали признание по всей Европе. В 1808 году после аннексии Марки наполеоновским королевством Ези стал одним из административных центров округа в департаменте Метаро. После реставрации 1815 года набрала силу светская и буржуазная концепция Государства.

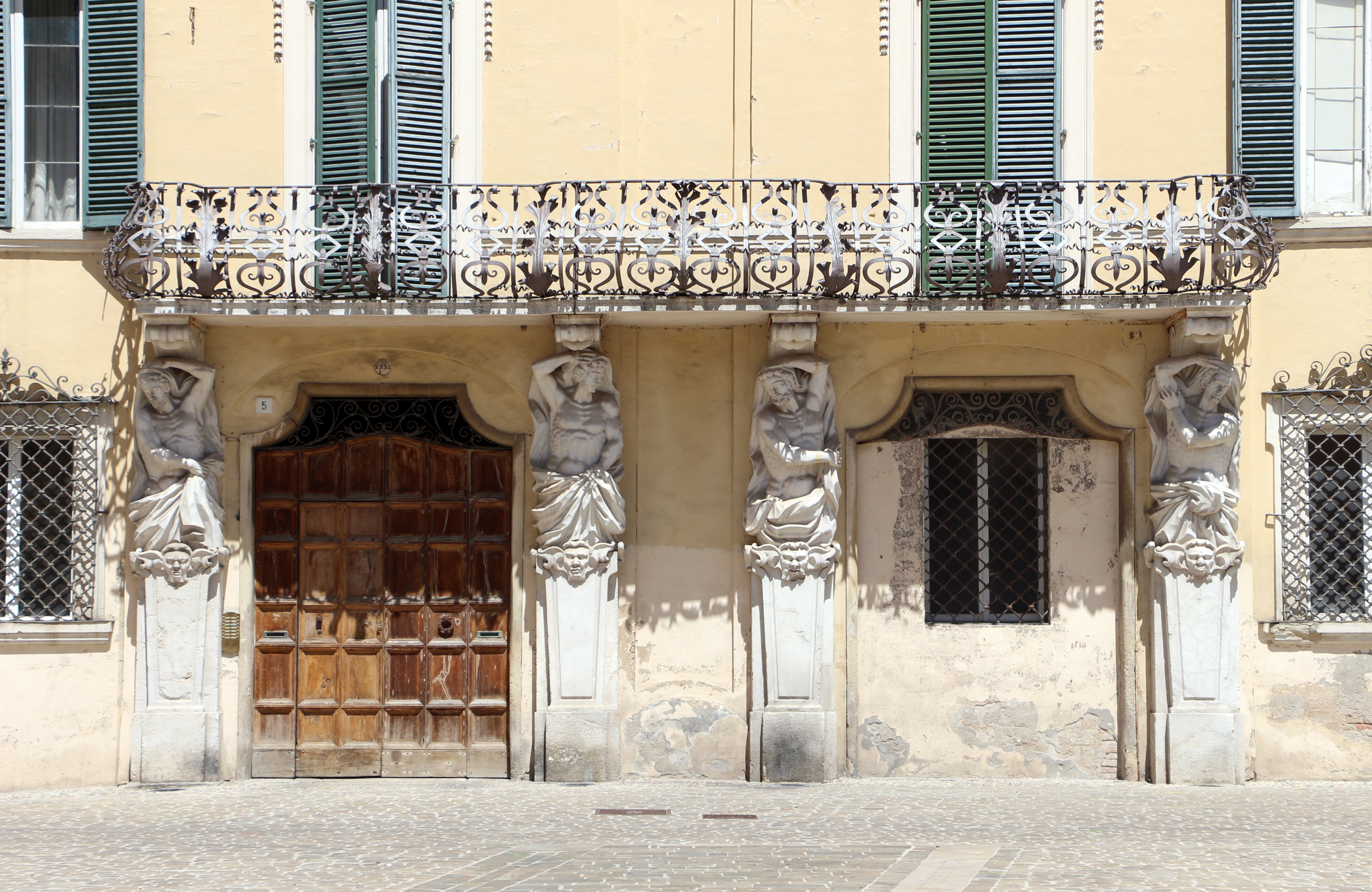
Дом Баллеани в Ези (Palazzo Balleani)

В первые десятилетия XIX века в Ези с появлением первых шёлковых мануфактур начался постепенный процесс индустриализации. События, которые привели к единству Италии, вовлекли в этот процесс многих жителей Ези, среди которых маркиз Антонио Колоччи, избранный в 1849 году представителем провинции Анконы в Учредительное Собрание Римской Республики и потом, после объединения, ставший депутатом и сенатором королевства.
15 сентября 1860 года в Ези вошли войска и спустя пять дней в соседнем Кастельфидардо нанесли поражение папской армии и окончательно присоединили город к Королевству Италии.

## Соседние коммуны
Агульяно, Камерата-Пичена, Кастельбеллино, Кьяравалле, Чинголи, Филоттрано, Стаффоло, Монте-Роберто, Сан-Марчелло, Сан-Паоло-ди-Ези, Санта-Мария-Нуова, Монсано, Монте-Сан-Вито, Майолати-Спонтини, Польвериджи.